# シルダリヤ州 (ロシア帝国)

シルダリヤ州の地図

シルダリヤ州（ロシア語:Сыр-Дарьинская областьスィール・ダリイーンスカヤ・オーブラスチ）は、中央アジアに設置されたロシア帝国の州（オーブラスチ）の1つ。首都はタシケント。トルキスタン総督府の管轄下に置かれた。
州の領域は、シルダリヤ川の流域を中心とし、現在のウズベキスタン北部（タシケント州、シルダリヤ州、ナヴォイ州、カラカルパクスタン共和国）、カザフスタン南部（ジャンブール州、南カザフスタン州、クズロルダ州）の領域に相当する。
トゥルガイ州、アクモリンスク州、セミパラチンスク州、フェルガナ州、サマルカンド州、および、ロシア帝国の保護国であるブハラ・アミール国、ヒヴァ・ハン国に隣接した。
ロシア軍による中央アジア征服の結果、1867年にシルダリヤ州が設置された。州の管轄下にはアウリエ・アタ郡、カザリンスク郡、ペロフスク郡、タシケント郡、チムケント郡の5郡が設置された。
1897年の統計では、州の民族構成は、カザフ人64.40%、トルクメン人10.73%、「サルト人」9.76%、カラカルパク人6.31%、「ウズベク人」4.34%、ロシア人3.03%（うちウクライナ人が0.87%）となっており、ロシア人住民を除く住民の大半がムスリム（96.4%）であった。
ロシア革命後の1918年にトルキスタン総督府が廃止され、シルダリヤ州の領域も旧総督府領に設置されたトルキスタン自治ソビエト社会主義共和国に組み込まれた。1924年には、中央アジアの民族境界画定工作が行われ、州北部はロシア・ソビエト連邦社会主義共和国のキルギス自治ソビエト社会主義共和国に、州南部はウズベク・ソビエト社会主義共和国に再編された。

## 注
1. ↑  
ロシア帝国末期の統計で用いられた民族名称は、今日のものと異なり、「サルト」はテュルク系言語を話すオアシス地域のムスリム定住民を、「ウズベク」はテュルク系言語を話す遊牧民を指す。